# Falkenzahn

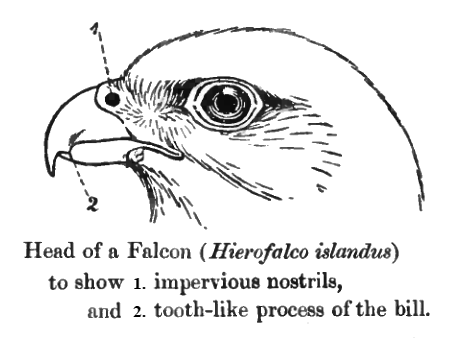
Kopf eines Gerfalken mit hervorgehobenem Falkenzahn (2)

Der Falkenzahn ist ein besonderes Kennzeichen der Falken (Familie Falconidae). Es handelt sich um einen Zacken an der seitlichen Schneidekante des Oberschnabels. Diese Ausformung unterstützt den Biss in den Nacken beziehungsweise in den Hinterschädel des Beutetiers, durch den dieses getötet wird. 